# Grzegorz Wiśniewski

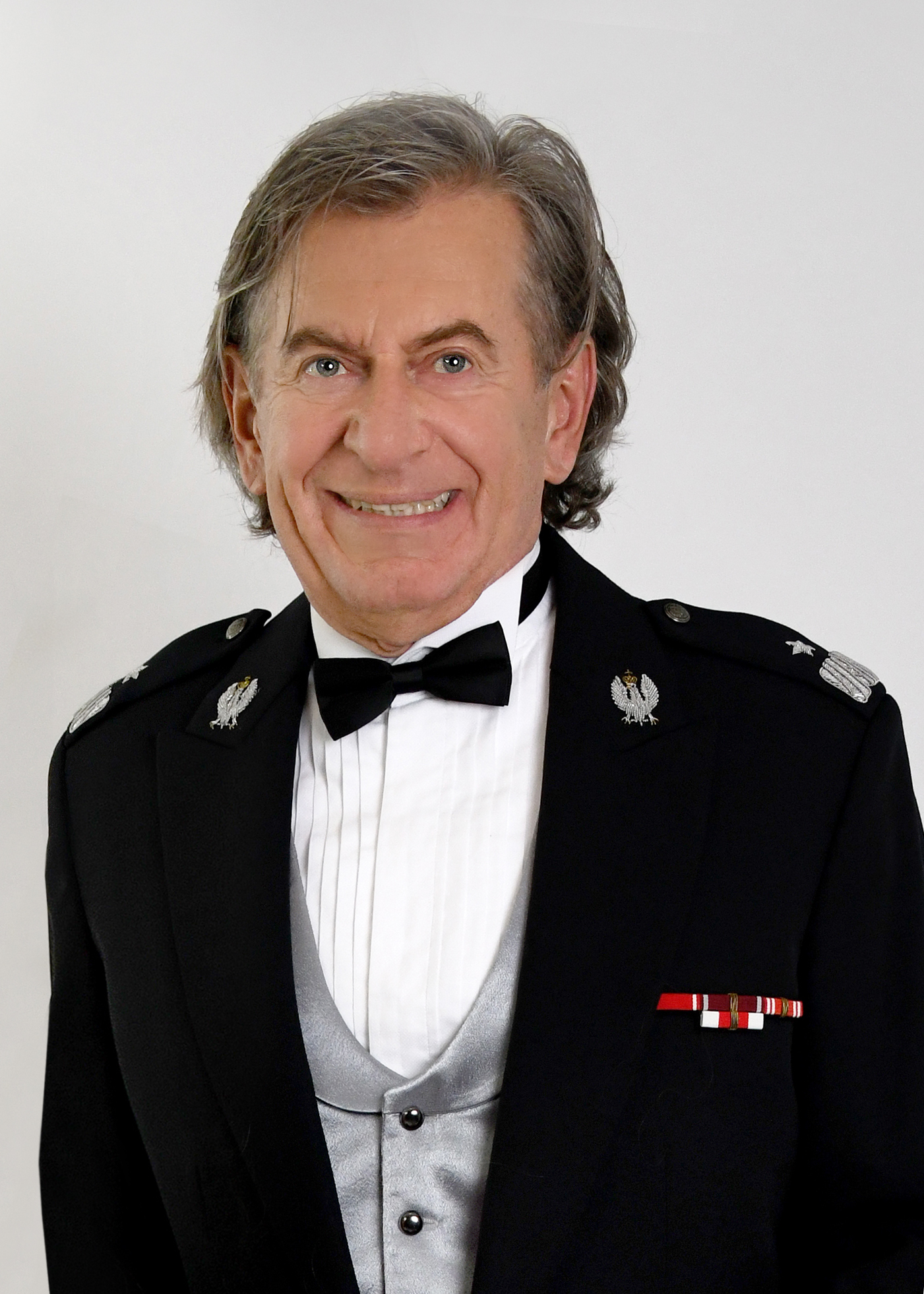
Grzegorz Wiśniewski (2020)

Grzegorz Krzysztof Wiśniewski (* 22. April 1952 in Olsztyn, Polen) ist ein polnischer Brigadegeneral und Diplomat.

## Werdegang
Wiśniewski absolvierte 1976 die Technische Militärakademie (Wojskowa Akademia Techniczna) und promovierte 1981 an der Akademia Sztabu Generalnego in Militärwissenschaften. Er wurde der jüngste Assistenzprofessor an der Akademie.
1975 wurde Wiśniewski zum Podporutschik, 1982 zum Hauptmann, 1986 zum Major, 1987 zum Oberstleutnant, und 1992 zum Oberst befördert. Am 15. August 2001 erfolgte die Ernennung zum Brigadegeneral.
1989 war Wiśniewski Beobachter in der UN-Vermittlungsmission im Irak, von wo aus er vor Ausbruch des Krieges evakuiert wurde. Später diente er im sechzehnten Vorstand des Generalstabs, der in die Abteilung für militärische auswärtige Angelegenheiten des Ministeriums für nationale Verteidigung umgewandelt wurde. Ab 1992 war er als Anwalt an der polnischen Botschaft in Brüssel tätig, danach war er stellvertretender Direktor der Abteilung im Verteidigungsministerium, Rechtsanwalt in ständiger Vertretung bei der NATO und seit 2002 Direktor für akademische Planung und Politik an der NATO-Verteidigungsakademie in Rom. 2006 war er Vertreter des Verteidigungsministers und ab 2007 Verteidigungsattaché an der polnischen Botschaft in Moskau.
Vom 6. Mai 2011 bis zum 26. Juni 2013 war Wiśniewski polnischer Botschafter in Jakarta, mit Zuständigkeit für Indonesien, Osttimor sowie die ASEAN.

## Auszeichnungen
- Verdienstkreuz der Republik Polen in Gold (1997)[5]
- Ritterkreuz des Orden Polonia Restituta[6]